# Leigh Van Valen
Aquest autor és citat en taxonomia animal amb el nom «Van Valen».
El Professor Leigh M. Van Valen (12 d'agost del 1935 - 16 d'octubre del 2010) fou un biòleg de l'evolució estatunidenc.
Entre altres coses, fou el primer a proposar la hipòtesi de la Reina Vermella (1973) com a company aclaridor de la Llei de l'Extinció que proposà. La Llei concernia la probabilitat (no el ritme) constant d'extinció en famílies d'organismes propers. Les dades foren reunides de les obres existents sobre la durada de desenes de milers de gèneres del registre fòssil. També definí el Concepte d'Espècies Ecològiques el 1976, en contrast amb el Concepte d'Espècies Biològiques d'Ernst Mayr. El 1991 suggerí que les cèl·lules HeLa fossin definides com una espècie nova i anomenades Helacyton gartleri. Fou catedràtic del Departament d'Ecologia i Evolució de la Universitat de Chicago.

## Obres
- Leigh Van Valen (1973). A new evolutionary law. Evolutionary Theory, 1:1-30.
- Leigh Van Valen (1976). Ecological species, multispecies, and oaks. Taxon, 25:233-239.
- Leigh Van Valen i Virginia C. Maiorana (1991). HeLa, a new microbial species. Evolutionary Theory, 10:71-74